# Буково (Члуховський повіт)
Буково (пол. Bukowo) — село в Польщі, у гміні Члухув Члуховського повіту Поморського воєводства.
Населення — 205 осіб (2011).
У 1975-1998 роках село належало до Слупського воєводства.

## Демографія
Демографічна структура станом на 31 березня 2011 року:
|          | Загалом | Допрацездатний вік | Працездатний вік | Постпрацездатний вік |
| -------- | ------- | ------------------ | ---------------- | -------------------- |
| Чоловіки | 114     | 22                 | 86               | 6                    |
| Жінки    | 91      | 16                 | 63               | 12                   |
| Разом    | 205     | 38                 | 149              | 18                   |